# 科洛尼爾海茨 (維吉尼亞州)
科洛尼爾海茨（英語：Colonial Heights）是美國維吉尼亞州東部的一個獨立城市。面積20.2平方公里。根據美國2000年人口普查，共有人口16,897人。
科洛尼爾海茨成立於1948年。城名來自拉法葉侯爵在1781年炮擊彼得斯堡的高地。